# Megachactops
Genre
Megachactops est un genre de scorpions de la famille des Chactidae.

## Distribution
Les espèces de ce genre se rencontrent au Venezuela et en Colombie.

## Liste des espèces
Selon The Scorpion Files (25/05/2020) :
- Megachactops coriacea (González-Sponga, 1991)
- Megachactops kuemoi Ochoa, Rojas-Runjaic, Pinto-da-Rocha & Prendini, 2013
- Megachactops kurripako Ythier, 2019

## Publication originale
- Ochoa, Rojas-Runjaic, Pinto-da-Rocha & Prendini, 2013 : Systematic revision of the neotropical scorpion genus Chactopsis Kraepelin, 1912 (Chactoidea: Chactidae), with descriptions of two new genera and four new species. Bulletin of the American Museum of Natural History, no 378, p. 1-121 (texte intégral).